# Đông Hải, Hải Phòng
Phường Đông Hải là một phường thành phố Hải Phòng, Việt Nam.

## Địa lý
Phường Đông Hải có vị trí địa lý:
- Phía bắc giáp phường Thủy Nguyên và tỉnh Quảng Ninh với ranh giới tự nhiên là sông Cấm.
- Phía tây giáp các phường Ngô Quyền, Gia Viên và Hải An.
- Phía đông và phía nam giáp vịnh Bắc Bộ. Tuy nhiên, phường Hải An có thể được coi là giáp với đặc khu Cát Hải do 2 địa bàn đã có cầu đường bộ nối hai khu vực Đình Vũ và Cát Hải.

## Lịch sử
Địa bàn của phường Đông Hải trước năm 2002 thuộc huyện An Hải, thành phố Hải Phòng.

### Phường Đông Hải, quận Hải An từ năm 2002 đến năm 2007
Ngày 20 tháng 12 năm 2002, Chính phủ ban hành Nghị định số 106/2002/NĐ-CP về việc thành lập quận Hải An và các phường trực thuộc quận Hải An. Theo đó, thành lập phường Đông Hải thuộc quận Hải An trên cơ sở toàn bộ diện tích tự nhiên và dân số của xã Đông Hải. Phường Đông Hải có 5.401,90 ha diện tích tự nhiên và 16.392 nhân khẩu.
Trong giai đoạn này, tại thành phố Hải Phòng có 2 phường mang tên Đông Hải, gồm phường Đông Hải thuộc quận Hải An và phường Đông Hải thuộc quận Lê Chân.
Ngày 5 tháng 4 năm 2007, Chính phủ ban hành Nghị định số 54/2007/NĐ-CP về việc điều chỉnh, thành lập một số đơn vị hành chính cấp xã thuộc thành phố Hải Phòng. Theo đó, thành lập phường Đông Hải 1 và phường Đông Hải 2 trên cơ sở chia tách phường Đông Hải, quận Hải An. Phường Đông Hải 1 có 1.548 ha diện tích nhiên và 12.884 nhân khẩu. Phường Đông Hải 2 có 4.491,87 ha diện tích tự nhiên và 9.135 nhân khẩu.
Kể từ năm 2007, phường Đông Hải thuộc quận Hải An bị giải thể.

### Phường Đông Hải, thành phố Hải Phòng từ năm 2025 đến nay
Ngày 16 tháng 6 năm 2025, Ủy ban Thường vụ Quốc hội bàn hành Nghị quyết sắp xếp các đơn vị hành chính cấp xã thuộc thành phố Hải Phòng năm 2025. Theo đó, sắp xếp toàn bộ diện tích tự nhiên, quy mô dân số của phường Đông Hải 1 và một phần diện tích tự nhiên, quy mô dân số của phường Đông Hải 2, phường Nam Hải thành phường mới có tên gọi là phường Đông Hải.
Căn cứ theo đề án sắp xếp đơn vị hành chính cấp xã của thành phố Hải Phòng năm 2025, phường Đông Hải được thành lập từ:
- Toàn bộ diện tích tự nhiên là 2,62 km² và quy mô dân số là 29.287 người của phường Đông Hải 1;
- Một phần diện tích tự nhiên là 51,13 km² và quy mô dân số là 13.237 người của phường Đông Hải 2;
- Một phần diện tích tự nhiên là 3,90 km² và quy mô dân số là 8.224 người của phường Nam Hải.

Phường Đông Hải có diện tích tự nhiên là 57,65 km2 (đạt 1.048,18% so với quy định), quy mô dân số là 50.748 người (đạt 112,77% so với quy định).
Như vậy, khu vực phường Đông Hải được thành lập vào năm 2025 gần như bao gồm khu vực phường Đông Hải, quận Hải An từ năm 2002 đến năm 2007.